# Харда (округ)
Харда (хинди हरदा जिला; англ. Harda) — округ в индийском штате Мадхья-Прадеш. Образован в 1998 году из части территории округа Хошангабад. Административный центр — город Харда. Площадь округа — 3330 км². По данным всеиндийской переписи 2001 года население округа составляло 474 416 человек. Уровень грамотности взрослого населения составлял 66,5 %, что выше среднеиндийского уровня (59,5 %). Доля городского населения составляла 21,3 %.